# Art Heyman
Arthur Bruce Heyman, detto Art (New York, 24 giugno 1941 – Clermont, 27 agosto 2012), è stato un cestista statunitense, professionista nella NBA e nella ABA.

## Carriera
Venne selezionato dai New York Knicks al primo giro del Draft NBA 1963 (1ª scelta assoluta).

## Statistiche
| † | Denota una stagione in cui ha vinto il titolo ABA |

### NBA-ABA

#### Regular Season
| Anno       | Squadra                  | PG  | PT | MP   | TC%  | 3P%  | TL%  | RP  | AP  | PRP | SP | PP   |
| ---------- | ------------------------ | --- | -- | ---- | ---- | ---- | ---- | --- | --- | --- | -- | ---- |
| 1963-1964  | N.Y. Knicks              | 75  | -  | 29,8 | 43,1 | -    | 68,5 | 4,0 | 3,4 | -   | -  | 15,4 |
| 1964-1965  | N.Y. Knicks              | 55  | -  | 12,1 | 42,7 | -    | 66,7 | 1,8 | 1,4 | -   | -  | 5,7  |
| 1965-1966  | Cincinnati Royals        | 11  | -  | 9,1  | 34,9 | -    | 58,8 | 1,2 | 0,6 | -   | -  | 3,6  |
| 1965-1966  | Philadelphia 76ers (NBA) | 6   | -  | 3,3  | 33,3 | -    | 80,0 | 0,7 | 0,7 | -   | -  | 1,7  |
| 1967-1968† | N.J. Americans (ABA)     | 19  | -  | 23,1 | 38,5 | 17,6 | 64,4 | 3,7 | 1,9 | -   | -  | 13,8 |
| 1967-1968† | Pittsburgh Pipers        | 54  | -  | 39,2 | 44,7 | 27,4 | 75,1 | 7,9 | 4,4 | -   | -  | 20,1 |
| 1968-1969  | Minnesota Pipers         | 71  | -  | 33,3 | 42,1 | 31,4 | 69,7 | 7,0 | 3,1 | -   | -  | 14,4 |
| 1969-1970  | Pittsburgh Pipers        | 1   | -  | 4,0  | 0,0  | -    | -    | 0,0 | 0,0 | -   | -  | 0,0  |
| 1969-1970  | Miami Floridians         | 18  | -  | 17,0 | 44,8 | 0,0  | 70,8 | 3,2 | 1,4 | -   | -  | 7,8  |
| Carriera   | Carriera                 | 310 | -  | 26,6 | 42,7 | 28,1 | 70,3 | 4,7 | 2,8 | -   | -  | 13,0 |

#### Playoffs
| Anno         | Squadra           | PG | PT | MP   | TC%  | 3P%  | TL%  | RP  | AP  | PRP | SP | PP   |
| ------------ | ----------------- | -- | -- | ---- | ---- | ---- | ---- | --- | --- | --- | -- | ---- |
| 1968†        | Pittsburgh Pipers | 15 | -  | 37,6 | 48,5 | 37,8 | 67,6 | 7,1 | 3,9 | -   | -  | 19,7 |
| 1969         | Minnesota Pipers  | 7  | -  | 37,7 | 44,6 | 38,9 | 78,0 | 7,3 | 2,9 | -   | -  | 17,3 |
| Carriera ABA | Carriera ABA      | 22 | -  | 37,6 | 47,2 | 38,2 | 70,0 | 7,2 | 3,5 | -   | -  | 19,0 |

## Palmarès
- Campionato ABA: 1

Pittsburgh Pipers: 1968
- NCAA Final Four Most Outstanding Player (1963)
- NCAA AP Player of the Year (1963)
- NCAA AP All-America First Team (1963)
- NCAA AP All-America Second Team (1962)
- NCAA AP All-America Third Team (1961)
- NBA All-Rookie First Team (1964)
- Campione EPBL (1966)